# Arkéa-B&B Hotels (femení)
L'equip de ciclisme femení Arkéa-B&B Hotels (femení) és un equip de ciclisme femení francès establert el 2020. És de categoria UCI Women's ProTeam, la segona divisió del ciclisme femení. És la secció femenina de l'equip homònim masculí.

## Classificacions UCI
Aquesta taula mostra la plaça de l'equip a la classificació de la Unió Ciclista Internacional a final de temporada i també la millor ciclista en la classificació individual de cada temporada.
| Rànquing UCI | Rànquing UCI     | Rànquing UCI                | Rànquing UCI |
| Any          | Rànquing d'equip | Millor ciclista al rànquing |              |
| ------------ | ---------------- | --------------------------- | ------------ |
| 2020         | 25è              | Sandra Levenez (77è)        |              |
| 2021         | 18è              | Gladys Verhulst (52è)       |              |
| 2022         | 29è              | Iúlia Biriukova (135è)      |              |
| 2023         | 39è              | Danielle De Francesco (85è) |              |
| 2024         | -                | Maëva Squiban (104è)        |              |
|              |                  |                             |              |
| Font: UCI    |                  |                             |              |

La taula següent mostra el rànquing de l'equip a la UCI World Tour femení, així com la seva millor ciclista en el rànquing individual.
| UCI World Tour | UCI World Tour   | UCI World Tour              | UCI World Tour |
| Any            | Rànquing d'equip | Millor ciclista al rànquing |                |
| -------------- | ---------------- | --------------------------- | -------------- |
| 2020           | 24è              | Sandra Levenez (93è)        |                |
| 2021           | 16è              | Gladys Verhulst (44è)       |                |
| 2022           | 24è              | Iúlia Biriukova (155è)      |                |
| 2023           | 35è              | Danielle De Francesco (62è) |                |
| 2024           | -                | Maëva Squiban (166è)        |                |
|                |                  |                             |                |
| Font: UCI      |                  |                             |                |

## Composició de l'equip
| \| Llista de l'equip 2025 \| Llista de l'equip 2025 \| Llista de l'equip 2025 \| Llista de l'equip 2025 \| \| Ciclista \| Data de naixement \| Equip previ \| \| \| ------------------------------------------------ \| ---------------------- \| ---------------------------------------- \| ---------------------- \| \| Laura Asencio \| 14 de maig de 1998 \| Ceratizit-WNT Pro Cycling (2024) \| \| \| Rafelle Carrier (1 de ago–31 de des, aprenent) \| 5 de juny de 2007 \| \| \| \| Valentina Cavallar \| 7 de març de 2001 \| \| \| \| Lotte Claes \| 5 de maig de 1993 \| Stade Rochelais Charente-Maritime (2023) \| \| \| Maaike Coljé \| 7 de març de 1997 \| Massi Tactic (2022) \| \| \| Danielle De Francesco \| 23 de octubre de 1992 \| Zaaf Cycling Team (2023) \| \| \| Michaela Drummond \| 5 de abril de 1998 \| Farto-BTC (2023) \| \| \| Emilia Fahlin \| 24 de octubre de 1988 \| FDJ-Suez (2023) \| \| \| Amandine Fouquenet \| 19 de febrer de 2001 \| UC Vern-sur-Seiche (2019) \| \| \| Clémence Latimier (1 de ago–31 de des, aprenent) \| 24 de agost de 2003 \| Team Féminin Chambéry (2024) \| \| \| Océane Mahe \| 12 de febrer de 2002 \| UVCA Troyes (2023) \| \| \| Titia Ryo \| 7 de gener de 2005 \| \| \| \| Maurène Trégouët \| 28 de febrer de 2004 \| Breizh Ladies (2022) \| \| \| Marjolein van 't Geloof \| 27 de març de 1996 \| Hess Cycling Team (2024) \| \| \| \| \| \| \| \| Font: ProCyclingStats \| \| \| \| |                       |                                          |  |
| Llista de l'equip 2025 |                       |                                          |  |
| Ciclista | Data de naixement     | Equip previ                              |  |
| Laura Asencio | 14 de maig de 1998    | Ceratizit-WNT Pro Cycling (2024)         |  |
| Rafelle Carrier (1 de ago–31 de des, aprenent) | 5 de juny de 2007     |                                          |  |
| Valentina Cavallar | 7 de març de 2001     |                                          |  |
| Lotte Claes | 5 de maig de 1993     | Stade Rochelais Charente-Maritime (2023) |  |
| Maaike Coljé | 7 de març de 1997     | Massi Tactic (2022)                      |  |
| Danielle De Francesco | 23 de octubre de 1992 | Zaaf Cycling Team (2023)                 |  |
| Michaela Drummond | 5 de abril de 1998    | Farto-BTC (2023)                         |  |
| Emilia Fahlin | 24 de octubre de 1988 | FDJ-Suez (2023)                          |  |
| Amandine Fouquenet | 19 de febrer de 2001  | UC Vern-sur-Seiche (2019)                |  |
| Clémence Latimier (1 de ago–31 de des, aprenent) | 24 de agost de 2003   | Team Féminin Chambéry (2024)             |  |
| Océane Mahe | 12 de febrer de 2002  | UVCA Troyes (2023)                       |  |
| Titia Ryo | 7 de gener de 2005    |                                          |  |
| Maurène Trégouët | 28 de febrer de 2004  | Breizh Ladies (2022)                     |  |
| Marjolein van 't Geloof | 27 de març de 1996    | Hess Cycling Team (2024)                 |  |
| |                       |                                          |  |
| Font: ProCyclingStats |                       |                                          |  |

| \| Llista de l'equip 2024 \| Llista de l'equip 2024 \| Llista de l'equip 2024 \| Llista de l'equip 2024 \| \| Ciclista \| Data de naixement \| Equip previ \| \| \| --------------------------------------- \| ---------------------- \| ---------------------------------------- \| ---------------------- \| \| Valentina Cavallar (8 de abr–31 de des) \| 7 de març de 2001 \| \| \| \| Lotte Claes \| 5 de maig de 1993 \| Stade Rochelais Charente-Maritime (2023) \| \| \| Maaike Coljé \| 7 de març de 1997 \| Massi Tactic (2022) \| \| \| Danielle De Francesco \| 23 de octubre de 1992 \| Zaaf Cycling Team (2023) \| \| \| Michaela Drummond \| 5 de abril de 1998 \| Farto-BTC (2023) \| \| \| Emilia Fahlin \| 24 de octubre de 1988 \| FDJ-Suez (2023) \| \| \| Amandine Fouquenet \| 19 de febrer de 2001 \| UC Vern-sur-Seiche (2019) \| \| \| Marie Morgane le Deunff \| 14 de maig de 2002 \| \| \| \| Océane Mahe \| 12 de febrer de 2002 \| UVCA Troyes (2023) \| \| \| Anaïs Morichon \| 6 de octubre de 1999 \| Centre Val de Loire (2021) \| \| \| Titia Ryo \| 7 de gener de 2005 \| \| \| \| Maëva Squiban \| 19 de març de 2002 \| Stade Rochelais Charente-Maritime (2023) \| \| \| Maurène Trégouët \| 28 de febrer de 2004 \| Breizh Ladies (2022) \| \| \| \| \| \| \| \| Font: ProCyclingStats \| \| \| \| |                       |                                          |  |
| Llista de l'equip 2024 |                       |                                          |  |
| Ciclista | Data de naixement     | Equip previ                              |  |
| Valentina Cavallar (8 de abr–31 de des) | 7 de març de 2001     |                                          |  |
| Lotte Claes | 5 de maig de 1993     | Stade Rochelais Charente-Maritime (2023) |  |
| Maaike Coljé | 7 de març de 1997     | Massi Tactic (2022)                      |  |
| Danielle De Francesco | 23 de octubre de 1992 | Zaaf Cycling Team (2023)                 |  |
| Michaela Drummond | 5 de abril de 1998    | Farto-BTC (2023)                         |  |
| Emilia Fahlin | 24 de octubre de 1988 | FDJ-Suez (2023)                          |  |
| Amandine Fouquenet | 19 de febrer de 2001  | UC Vern-sur-Seiche (2019)                |  |
| Marie Morgane le Deunff | 14 de maig de 2002    |                                          |  |
| Océane Mahe | 12 de febrer de 2002  | UVCA Troyes (2023)                       |  |
| Anaïs Morichon | 6 de octubre de 1999  | Centre Val de Loire (2021)               |  |
| Titia Ryo | 7 de gener de 2005    |                                          |  |
| Maëva Squiban | 19 de març de 2002    | Stade Rochelais Charente-Maritime (2023) |  |
| Maurène Trégouët | 28 de febrer de 2004  | Breizh Ladies (2022)                     |  |
| |                       |                                          |  |
| Font: ProCyclingStats |                       |                                          |  |

| \| Llista de l'equip 2023 \| Llista de l'equip 2023 \| Llista de l'equip 2023 \| Llista de l'equip 2023 \| \| Ciclista \| Data de naixement \| Equip previ \| \| \| ------------------------------------------- \| ---------------------- \| ----------------------------------------- \| ---------------------- \| \| Valentina Cavallar \| 7 de març de 2001 \| \| \| \| Lotte Claes \| 5 de maig de 1993 \| Bingoal-Chevalmeire-Van Eyck Sport (2022) \| \| \| Maaike Coljé \| 7 de març de 1997 \| Massi Tactic (2022) \| \| \| Danielle De Francesco (4 de maig–31 de des) \| 23 de octubre de 1992 \| Specialized women's racing (2021) \| \| \| Michaela Drummond \| 5 de abril de 1998 \| Bepink (2022) \| \| \| Emilia Fahlin \| 24 de octubre de 1988 \| FDJ-Suez (2023) \| \| \| Amandine Fouquenet \| 19 de febrer de 2001 \| UC Vern-sur-Seiche (2019) \| \| \| Marie Morgane le Deunff \| 14 de maig de 2002 \| \| \| \| Océane Mahe \| 12 de febrer de 2002 \| Team Féminin Auvergne-Rhône-Alpes (2022) \| \| \| Anaïs Morichon \| 6 de octubre de 1999 \| Centre Val de Loire (2021) \| \| \| Titia Ryo \| 7 de gener de 2005 \| \| \| \| Maëva Squiban \| 19 de març de 2002 \| Stade Rochelais Charente-Maritime (2023) \| \| \| Maurène Trégouët \| 28 de febrer de 2004 \| Breizh Ladies (2022) \| \| \| Megan Armitage \| 12 de agost de 1996 \| IBCT (2022) \| \| \| \| \| \| \| \| Font: UCI \| \| \| \| |                       |                                           |  |
| Llista de l'equip 2023 |                       |                                           |  |
| Ciclista | Data de naixement     | Equip previ                               |  |
| Valentina Cavallar | 7 de març de 2001     |                                           |  |
| Lotte Claes | 5 de maig de 1993     | Bingoal-Chevalmeire-Van Eyck Sport (2022) |  |
| Maaike Coljé | 7 de març de 1997     | Massi Tactic (2022)                       |  |
| Danielle De Francesco (4 de maig–31 de des) | 23 de octubre de 1992 | Specialized women's racing (2021)         |  |
| Michaela Drummond | 5 de abril de 1998    | Bepink (2022)                             |  |
| Emilia Fahlin | 24 de octubre de 1988 | FDJ-Suez (2023)                           |  |
| Amandine Fouquenet | 19 de febrer de 2001  | UC Vern-sur-Seiche (2019)                 |  |
| Marie Morgane le Deunff | 14 de maig de 2002    |                                           |  |
| Océane Mahe | 12 de febrer de 2002  | Team Féminin Auvergne-Rhône-Alpes (2022)  |  |
| Anaïs Morichon | 6 de octubre de 1999  | Centre Val de Loire (2021)                |  |
| Titia Ryo | 7 de gener de 2005    |                                           |  |
| Maëva Squiban | 19 de març de 2002    | Stade Rochelais Charente-Maritime (2023)  |  |
| Maurène Trégouët | 28 de febrer de 2004  | Breizh Ladies (2022)                      |  |
| Megan Armitage | 12 de agost de 1996   | IBCT (2022)                               |  |
| |                       |                                           |  |
| Font: UCI |                       |                                           |  |

| \| Llista de l'equip 2022 \| Llista de l'equip 2022 \| Llista de l'equip 2022 \| Llista de l'equip 2022 \| \| Ciclista \| Data de naixement \| Equip previ \| \| \| ----------------------- \| ---------------------- \| ----------------------------------------- \| ---------------------- \| \| Pauline Allin \| 2 de maig de 1995 \| Charente-Maritime (2019) \| \| \| Charlotte Becker \| 19 de maig de 1983 \| FDJ-Nouvelle Aquitaine-Futuroscope (2019) \| \| \| Iúlia Biriukova \| 24 de gener de 1998 \| Eneicat-RBH (2021) \| \| \| Morgane Coston \| 28 de desembre de 1990 \| Macogep Tornatech (2021) \| \| \| Amandine Fouquenet \| 19 de febrer de 2001 \| UC Vern-sur-Seiche (2019) \| \| \| Maryanne Hinault \| 16 de febrer de 2000 \| Breizh Ladies (2019) \| \| \| Lucie Jounier \| 16 de juliol de 1998 \| UC Vern-sur-Seiche (2019) \| \| \| Typhaine Laurance \| 28 de agost de 1998 \| Breizh Ladies (2019) \| \| \| Marie Morgane le Deunff \| 14 de maig de 2002 \| \| \| \| Anaïs Morichon \| 6 de octubre de 1999 \| Centre Val de Loire (2021) \| \| \| Greta Richioud \| 11 de octubre de 1996 \| Hitec Products-Birk Sport (2020) \| \| \| \| \| \| \| \| Font: UCI \| \| \| \| |                        |                                           |  |
| Llista de l'equip 2022 |                        |                                           |  |
| Ciclista | Data de naixement      | Equip previ                               |  |
| Pauline Allin | 2 de maig de 1995      | Charente-Maritime (2019)                  |  |
| Charlotte Becker | 19 de maig de 1983     | FDJ-Nouvelle Aquitaine-Futuroscope (2019) |  |
| Iúlia Biriukova | 24 de gener de 1998    | Eneicat-RBH (2021)                        |  |
| Morgane Coston | 28 de desembre de 1990 | Macogep Tornatech (2021)                  |  |
| Amandine Fouquenet | 19 de febrer de 2001   | UC Vern-sur-Seiche (2019)                 |  |
| Maryanne Hinault | 16 de febrer de 2000   | Breizh Ladies (2019)                      |  |
| Lucie Jounier | 16 de juliol de 1998   | UC Vern-sur-Seiche (2019)                 |  |
| Typhaine Laurance | 28 de agost de 1998    | Breizh Ladies (2019)                      |  |
| Marie Morgane le Deunff | 14 de maig de 2002     |                                           |  |
| Anaïs Morichon | 6 de octubre de 1999   | Centre Val de Loire (2021)                |  |
| Greta Richioud | 11 de octubre de 1996  | Hitec Products-Birk Sport (2020)          |  |
| |                        |                                           |  |
| Font: UCI |                        |                                           |  |

| \| Llista de l'equip 2021 \| Llista de l'equip 2021 \| Llista de l'equip 2021 \| Llista de l'equip 2021 \| \| Ciclista \| Data de naixement \| Equip previ \| \| \| ----------------------- \| ---------------------- \| ----------------------------------------- \| ---------------------- \| \| Pauline Allin \| 2 de maig de 1995 \| Charente-Maritime (2019) \| \| \| Charlotte Becker \| 19 de maig de 1983 \| FDJ-Nouvelle Aquitaine-Futuroscope (2019) \| \| \| Léa Curinier \| 21 de abril de 2001 \| DN Auvergne-Rhône Alpes (2019) \| \| \| Amandine Fouquenet \| 19 de febrer de 2001 \| UC Vern-sur-Seiche (2019) \| \| \| Lucie Jounier \| 16 de juliol de 1998 \| UC Vern-sur-Seiche (2019) \| \| \| Cédrine Kerbaol \| 15 de maig de 2001 \| Breizh Ladies (2020) \| \| \| Typhaine Laurance \| 28 de agost de 1998 \| Breizh Ladies (2019) \| \| \| Marie Morgane le Deunff \| 14 de maig de 2002 \| \| \| \| Sandra Levenez \| 5 de juliol de 1979 \| UC Vern-sur-Seiche (2019) \| \| \| Greta Richioud \| 11 de octubre de 1996 \| Hitec Products-Birk Sport (2020) \| \| \| Gladys Verhulst \| 2 de gener de 1997 \| Charente-Maritime (2019) \| \| \| \| \| \| \| \| Font: UCI \| \| \| \| |                       |                                           |  |
| Llista de l'equip 2021 |                       |                                           |  |
| Ciclista | Data de naixement     | Equip previ                               |  |
| Pauline Allin | 2 de maig de 1995     | Charente-Maritime (2019)                  |  |
| Charlotte Becker | 19 de maig de 1983    | FDJ-Nouvelle Aquitaine-Futuroscope (2019) |  |
| Léa Curinier | 21 de abril de 2001   | DN Auvergne-Rhône Alpes (2019)            |  |
| Amandine Fouquenet | 19 de febrer de 2001  | UC Vern-sur-Seiche (2019)                 |  |
| Lucie Jounier | 16 de juliol de 1998  | UC Vern-sur-Seiche (2019)                 |  |
| Cédrine Kerbaol | 15 de maig de 2001    | Breizh Ladies (2020)                      |  |
| Typhaine Laurance | 28 de agost de 1998   | Breizh Ladies (2019)                      |  |
| Marie Morgane le Deunff | 14 de maig de 2002    |                                           |  |
| Sandra Levenez | 5 de juliol de 1979   | UC Vern-sur-Seiche (2019)                 |  |
| Greta Richioud | 11 de octubre de 1996 | Hitec Products-Birk Sport (2020)          |  |
| Gladys Verhulst | 2 de gener de 1997    | Charente-Maritime (2019)                  |  |
| |                       |                                           |  |
| Font: UCI |                       |                                           |  |

| \| Llista de l'equip 2020 \| Llista de l'equip 2020 \| Llista de l'equip 2020 \| Llista de l'equip 2020 \| \| Ciclista \| Data de naixement \| Equip previ \| \| \| ---------------------- \| ---------------------- \| ----------------------------------------- \| ---------------------- \| \| Pauline Allin \| 2 de maig de 1995 \| Charente-Maritime (2019) \| \| \| Charlotte Becker \| 19 de maig de 1983 \| FDJ-Nouvelle Aquitaine-Futuroscope (2019) \| \| \| Léa Curinier \| 21 de abril de 2001 \| DN Auvergne-Rhône Alpes (2019) \| \| \| Fatima Zahra El Hiyani \| 23 de setembre de 1996 \| \| \| \| Amandine Fouquenet \| 19 de febrer de 2001 \| UC Vern-sur-Seiche (2019) \| \| \| Coralie Houdin \| 9 de juliol de 1995 \| UC Vern-sur-Seiche (2019) \| \| \| Lucie Jounier \| 16 de juliol de 1998 \| UC Vern-sur-Seiche (2019) \| \| \| Typhaine Laurance \| 28 de agost de 1998 \| Breizh Ladies (2019) \| \| \| Sandra Levenez \| 5 de juliol de 1979 \| UC Vern-sur-Seiche (2019) \| \| \| Anaïs Morichon \| 6 de octubre de 1999 \| Charente-Maritime (2019) \| \| \| Gladys Verhulst \| 2 de gener de 1997 \| Charente-Maritime (2019) \| \| \| \| \| \| \| \| Font: UCI \| \| \| \| |                        |                                           |  |
| Llista de l'equip 2020 |                        |                                           |  |
| Ciclista | Data de naixement      | Equip previ                               |  |
| Pauline Allin | 2 de maig de 1995      | Charente-Maritime (2019)                  |  |
| Charlotte Becker | 19 de maig de 1983     | FDJ-Nouvelle Aquitaine-Futuroscope (2019) |  |
| Léa Curinier | 21 de abril de 2001    | DN Auvergne-Rhône Alpes (2019)            |  |
| Fatima Zahra El Hiyani | 23 de setembre de 1996 |                                           |  |
| Amandine Fouquenet | 19 de febrer de 2001   | UC Vern-sur-Seiche (2019)                 |  |
| Coralie Houdin | 9 de juliol de 1995    | UC Vern-sur-Seiche (2019)                 |  |
| Lucie Jounier | 16 de juliol de 1998   | UC Vern-sur-Seiche (2019)                 |  |
| Typhaine Laurance | 28 de agost de 1998    | Breizh Ladies (2019)                      |  |
| Sandra Levenez | 5 de juliol de 1979    | UC Vern-sur-Seiche (2019)                 |  |
| Anaïs Morichon | 6 de octubre de 1999   | Charente-Maritime (2019)                  |  |
| Gladys Verhulst | 2 de gener de 1997     | Charente-Maritime (2019)                  |  |
| |                        |                                           |  |
| Font: UCI |                        |                                           |  |